# Tor Broström
Tor Broström, född 1955, är en svensk forskare och tidigare friidrottare (tresteg), då tävlande för IK Tjelvar.
Broström är bachelor in science and engineering vid Princeton University, teknologie licentiat vid Chalmers tekniska högskola och disputerade 1996 för teknologie doktorsexamen i energiteknik vid Kungliga Tekniska högskolan i Stockholm på avhandlingen Uppvärmning i kyrkor: fukt- och värmetekniska beräkningar för dimensionering och klimatstyrning. Sedan 2011 är han professor i kulturvård vid Högskolan på Gotland.
Tor Broström har också en bror, Erik Broström, som har ett DM-guld i friidrott. Tor Broström har också varit verksam som coach i Väskinde AIS i basketbollens division 2. Dessutom gjorde han sitt livs tävling vid Finnkampen 1981, en tävling som alla friidrottare vill "kvala" in till. Många, bland annat Gotlands Allenhandas sportkrönikör Lars-Erik "Lasseman" Larsson, trodde inte att Broström hade vad som krävdes för att ta en plats i trestegsgänget. 
Den stora höjdpunkten i karriären kom 1981, då Broström gick och vann SM:et i tresteg på 15,46. Samma år vann han GA-guldet framför bland andra Per Pettersson (MK Gutarna, Go Cart).